# Ісламська держава Ірак
Ісламська держава Ірак (ІДІ) (араб. دولة العراق الإسلامية‎) — сунітське ісламістське терористичне угруповання, метою якого було створення ісламської держави в сунітських регіонах Іраку з переважно арабським населенням. Створене 15 жовтня 2006 року внаслідок злиття кількох іракських повстанських груп, у тому числі Аль-Каїди в Іраку та її зборів моджахедів.
У 2006—2008 роках, під час війни в Іраку, військові частини базувалися в місті Мосул, провінціях Багдад, Анбар і Діяла.
У квітні 2013 року ІДІ розширила свою діяльність на територію Сирії і оголосила себе Ісламською державою Іраку і Леванту.